# Freddy Adu
Fredua Koranteng "Freddy" Adu (født 2. juni 1989 i Tema, Ghana) er en amerikansk fodboldspiller af ghanesisk afstamning, der spiller som offensiv midtbanespiller for den svenske 1. divisionsklub Österlen FF.
Adu begyndte som professionel fodboldspiller allerede som 14-årig, hvor han fik kontrakt med D.C. United, og der blev knyttet enorme forventninger til Adu, der blev betenget som "den nye Pelé. Han havde dog vanskeligt ved at indfri de store forventninger, der (særlig af amerikanske medier) blev knyttet til ham, og Adu betegnes i dag af flere kommentatorer m.v. som et af de største flops i international fodbold. Han har i sin karriere pr. 2020 spillet for 15 forskellige klubber i ni lande: USA, Portugal, Monaco, Grækenland, Tyrkiet, Brasilien, Serbien, Finland og Sverige.

## Klubkarriere
Freddy Adu blev den hidtil yngste sportsmand, der indgik en professionel kontrakt i USA, da han i en alder af 14 år indgik kontrakt med D.C. United ved MLS SuperDraft i 2004. Den 3. april 2004 blev han den yngste spiller nogensinde til at spille i den amerikanske topliga Major League Soccer (MLS), da han blev skiftet ind i en kamp. To uger senere, den 17. april 2004, blev han den yngste spiller til at score i MLS, da han scorede et mål i 3-2 nederlaget til MetroStars. Adu blev tidligt i karrieren betaragtet som et betydeligt talent, og der blev spekuleret voldsomt i hans udviklingspotentiale. Adu blev voldsomt "hypet" og omtalt som "den nye Pelé. Han indgik i en meget ung alder bl.a. en lukrativ sposoraftale med Nike Total 90.
Han skiftede fra D.C. United til Real Salt Lake i USA før end han i 2007 som 18-årig opnåede en kontrakt med den portugisiske storklub Benfica i Portugal under megen mediebevågenhed.. Opholdet i Benfica var dog ikke en succes, og efter kun 11 kampe blev han udlejet til AS Monaco i Frankrig, Belenenses i Portugal, Aris i Grækenland og Çaykur Rizespor i Tyrkiet. Herefter udløb kontrakten med Benfica i 2011, og Adu rejste retur til MLS på et ophold hos Philadelphia Union, og herefter til brasilianske Esporte Clube Bahia. Adu opnåede alene 4 kampe i Brasilien (heraf to ligakampe) før end klubben løste ham fra kontrakten.
Adu har siden prøvetrænet med den engelske Blackpool F.C. fra den næstbedste engelske række, The Championship i vinteren 2013/14, men fik ingen kontrakt der, og har efterfølgende i sommeren trænet med norske Stabæk. Senest har han fået træningspas i hollandske AZ Alkmaar

## Landsholdskarriere
Adu står (pr. april 2018) noteret for 17 kampe og to scoringer for USA, som han debuterede for den 22. januar 2006, i en alder af blot 16 år, i et opgør mod Canada. Han var efterfølgende en del af den amerikanske trup til OL i Beijing i 2008. Landsholdskarrieren løb dog ud i sandet i takt med vanskelighederne i klubkarrieren.
Adu har ikke spillet for det amerikanske A-landshold siden 2011. Han har i 2012 spillet tre kampe for det amerikanske U23-landshold.

## Personligt liv
Adu er født i Ghana, hvor han levede indtil han var otte, hvorefter familien flyttede til USA og bosatte sig i staten Maryland.
Adu datede sangerinden JoJo fra maj 2005 til september 2006.